# 弗拉迪米爾·波洛克
弗拉迪米爾·伊薩科維奇·凱利斯·波洛克（俄语：Влади́мир Исаа́кович Ке́йлис-Бо́рок，羅馬化：Vladimir Isaacovich Keilis-Borok，1921年7月31日—2013年10月19日）是俄羅斯數學家、地球物理學家和地震學家。

## 生平
波洛克出生於蘇聯莫斯科，父親 Isaak Moiseevich Keilis 是珠寶商，母親克謝尼婭·魯維莫芙娜·波洛克（Ksenia Ruvimovna Borok）來自立陶宛。兩人皆為猶太人。
1948年，他獲得莫斯科科學院數學地球物理學博士學位。他是莫斯科國際地震預測理論與數學地球物理研究所的創始人及名譽所長。1969年當選為美國文理科學院院士，1971年當選為美國國家科學院院士，1988年當選為俄羅斯科學院院士，1992年當選為奧地利科學院院士，1994年當選為宗座科學院院士， 1999年當選為歐洲科學院院士，並於1989年當選為英國皇家天文學會院士。
他曾擔任國際大地測量學與地球物理學聯合會主席（1987年-1991年）、國際地震學和地球內部物理學協會副主席（1983年-1987年）、國際科學聯盟主席（1988年-1991年），並曾是國際地球物理理論與計算委員會創始主席（1964年-1979年）。此外，他還擔任《部分禁止核試驗條約》技術會議專家（1960年-1990年）。
他還曾是俄羅斯科學院國際安全與裁軍委員會成員（1998年-2000年）、聯合國減少天災十年（1990年-1999年）科學委員會成員，以及核廢料儲存庫地質安全國際工作小組成員（1994年-1997年）。
他因在非線性地球物理學領域的傑出貢獻獲得首屆劉易斯·弗萊·理查森獎章（1998年），並被授予巴黎地球物理研究所榮譽博士學位。此外，他還獲得了麥克唐納基金會複雜系統研究的21世紀合作活動獎。
他的研究團隊使用新的算法方法進行地震預測。凱利斯-波洛克方法已回溯應用於自1989年以來的31個案例，其中25次預測成功（不包括兩次未遂事件），包括2009年9月的薩摩亞地區地震和蘇門答臘島地震。美國地質調查局在回應他對2005年加州地震的預測時表示：「凱利斯-波洛克團隊的工作是地震預測研究中的一種合法方法。然而，該方法尚未得到充分證實，需要大量額外的研究和進一步的預測試驗，才能確定其有效性及其效果如何。」
加州地震預測評估委員會指出，「迄今為止，沒有證據表明這些或相關方法能夠產生有用的中期預測。」預測的地點或時間段內並未發生地震。
波洛克與阿倫·李奇曼合作，利用他的一些技術創建了總統選舉預測系統「白宮鑰匙」。該系統準確預測了自1984年以來的每一次美國總統選舉，唯一的例外是2000年總統選舉。
1998年至2013年間，波洛克擔任加州大學洛杉磯分校的董事教授、教授及榮譽教授。他曾擔任俄羅斯科學院國際地震預測理論與數學地球物理研究所研究組組長，以及阿卜杜勒·薩拉姆國際理論物理中心非線性動力學與地震預測研究項目的聯合主任（兼創始人），該中心位於的的里雅斯德。
他於2013年10月19日在加利福尼亞州卡爾弗城去世。

## 著作
- Anna Kashina. . Ori Books. 2014. ISBN 978-1-940076-11-9.